# Ťiou-čaj-kou
Ťiou-čaj-kou (čínsky pchin-jinem Jiǔzhàigōu, znaky zjednodušené 九寨沟, tradiční 九寨溝) je přírodní rezervace v čínské provincii S’-čchuan. Nachází se v rozsáhlém údolí, které pokrývá plochu několika stovek čtverečních kilometrů. Řeka, která v údolím protéká, na mnoha místech vytváří vodopády a různá jezírka, které přitahují turisty z celého světa.
Pro svou jedinečnost byla lokalita v roce 1992 zařazena na Seznam světového dědictví UNESCO.